# Osetia de Nord

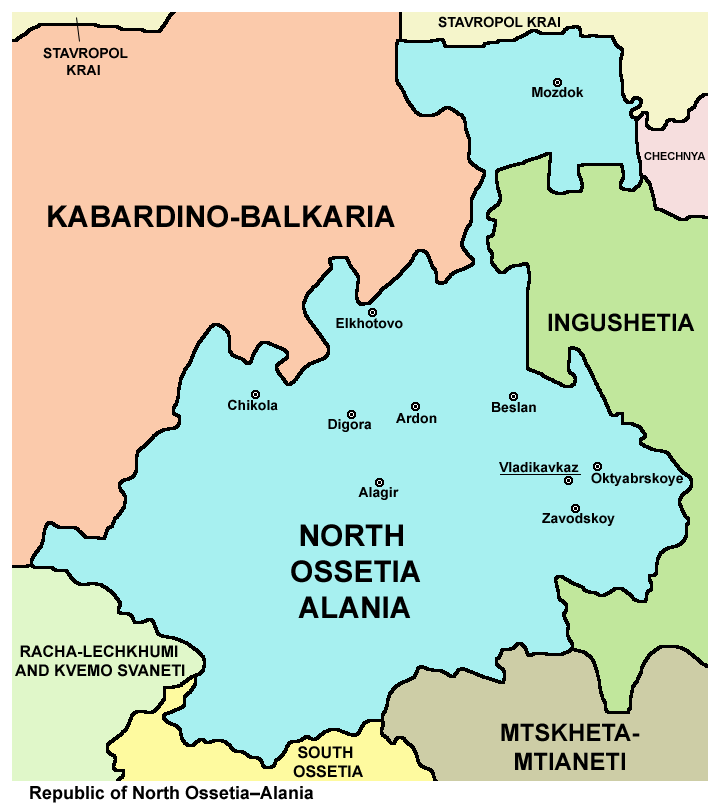

Osetia de Nord este o republică autonomă din componența Federației Ruse, situată în zona Caucazului de Nord. Capitala Republicii Osetia de Nord este orașul Vladikavkaz. 

### Geografie
Republica Osetia de Nord se învecinează cu: la Nord cu Stavropol, la Nord-Est cu Cecenia, la Est și la Sud-Est cu Ingușeția, la Sud cu Osetia de Sud (regiune autonomă a Georgiei), la Vest și la Nord-Vest cu Cabardino-Balcaria.
Suprafața Republicii Osetia de Nord este de 8.000 km pătrați.

### Demografie
Conform recensămîntului din 2002, populația era de 710.275 locuitori, din care 445.310 (62,7%) osetini, 164.734 ruși (23,2%), 21.442 inguși (3,0%), 17.147 armeni (2,4%).
65,5% din populație era urbană și 34,5% rurală. Bărbații erau 47,3% iar femeile 52,7%.